# Valence-sur-Baïse
Valence-sur-Baïse è un comune francese di 1 221 abitanti situato nel dipartimento del Gers nella regione dell'Occitania.

## Storia
Nel 1151, sul luogo dove il fiume Auloue confluisce nella Baïse era stata fondata un'abbazia cistercense, denominata come Notre-Dame de Flaran.
Il borgo attuale è una bastide risalente al 1274 e cofondata dall'Abate e dal Conte d'Armagnac.
Valence-sur-Baïse subì danni e saccheggi durante il periodo delle Guerre di Religione, fra cui l'incendio dell'abbazia, restaurata alla fine del secolo XVI; la chiesa, edificata nel secolo XIV, si salvò dall'incendio.

## Società

### Evoluzione demografica
Abitanti censiti